# Orites diversifolia
Orites diversifolia är en tvåhjärtbladig växtart som beskrevs av Robert Brown. Orites diversifolia ingår i släktet Orites och familjen Proteaceae. Inga underarter finns listade i Catalogue of Life.